# Impossible Tightrope
Impossible Tightrope è un singolo del cantautore britannico Steven Wilson, pubblicato il 5 settembre 2023 come secondo estratto dal settimo album in studio The Harmony Codex.

## Descrizione
Con i suoi circa undici minuti si tratta del brano più lungo dell'album e presenta sonorità che intrecciano rock progressivo, jazz e musica elettronica.

## Video musicale
Il video, diffuso in concomitanza con il lancio del singolo, è stato diretto da Miles Skarin della Crystal Spotlight e girato interamente in animazione.

## Tracce
Testi e musiche di Steven Wilson, eccetto dove indicato.
1. Impossible Tightrope – 10:44
2. Economies of Scale – 4:18 (musica: Steven Wilson, Adam Holzman)

## Formazione
Hanno partecipato alle registrazioni, secondo le note di copertina di The Harmony Codex:
Musicisti
- Steven Wilson – voce, pianoforte, chitarra acustica, basso, strumenti ad arco, moog Sub 37, ARP 2600, sintetizzatore Cobalt 8, chitarra elettrica, arpa, Fender Rhodes, organo Hammond, solina, programmazione
- Adam Holzman – pianoforte elettrico e relativo assolo
- Nate Wood – batteria
- Niko Tsonev – chitarra elettrica
- David Kollar – chitarra ambient
- Theo Travis – sassofono
- Ben Coleman – violino
- Lee Harris – chitarra psichedelica

Produzione
- Steven Wilson – produzione, missaggio
- Matt Colton – mastering
- Hajo Müller – copertina